# Коронадо (вулкан)
Коронадо — активный вулкан в Калифорнийском заливе (штата Нижняя Калифорния, Мексика).
Активный стратовулкан. Состоит в основном из базальта и андезита. Вершинный кратер, диаметром 200 метров и глубиной 600 метров, на краях порос каменной берёзой и дикими яблонями. Высота вулкана — 440 метров, а относительная — 3450 метров. Последнее извержение было в 1539 году.
В 1895 году усилилось активность фумарол.